# Microsoft SharePoint Designer
Microsoft SharePoint Designer (SPD), anteriormente conocido como Microsoft Office SharePoint Designer, es un editor HTML y una herramienta freeware para el diseño web, para la creación y modificación de sitios de Microsoft SharePoint.
Es parte de la familia de productos Microsoft SharePoint, pero no fue incluido en ninguna de las suites de Microsoft Office.
SharePoint Designer y su producto hermano Microsoft Expression Web son sucesores de Microsoft FrontPage. Mientras que Expression Web sirve como el sucesor con todas las funciones a FrontPage, SharePoint Designer se centra en el diseño y la personalización de los sitios web de Microsoft SharePoint. Por ejemplo, sólo incluye plantillas SharePoint de sitio específicas. Conserva más características de FrontPage que Expression Web, como los componentes web, bases de datos, marquesina, contador de visitas, barras de navegación, mapa de inserción, etc.
Aunque SharePoint Designer 2007 (la primera versión de este producto) puede ser utilizado como un editor HTML genérico, SharePoint Designer 2010 (la versión posterior) ya no puede funcionar en ausencia de Microsoft SharePoint Server o Microsoft SharePoint Foundation.
SharePoint Designer comparte su código base, interfaz de usuario y el motor de renderizado HTML con Expression Web, y no se basa en el motor de Internet Explorer Trident.
La primera versión de este producto, SharePoint Designer 2007, fue un producto de software comercial. El 31 de marzo de 2009, sin embargo, SharePoint Designer 2007 se hizo disponible como freeware. El 24 de abril de 2009, Microsoft lanzó SharePoint Designer Service Pack 2. El 21 de abril de 2010, SharePoint Designer 2010 fue liberado y puesto a disposición para su descarga. El 24 de octubre de 2011, Microsoft lanzó SharePoint Designer Service Pack 3.